# Celticecis japonica
Celticecis japonica är en tvåvingeart som beskrevs av Junichi Yukawa och Tsuda 1987. Celticecis japonica ingår i släktet Celticecis och familjen gallmyggor. Inga underarter finns listade i Catalogue of Life.